# Seko Ayumu
Seko Ayumu (瀬古 歩夢 (Lai Cổ Bộ Mộng)) (sinh ngày 7 tháng 6 năm 2000) là một cầu thủ bóng đá người Nhật Bản hiện đang thi đấu cho Grasshoppers ở giải VĐQG Thụy Sĩ.

## Sự nghiệp câu lạc bộ
Ayumu Seko đã từng chơi cho Cerezo Osaka.